# Strombolicchio

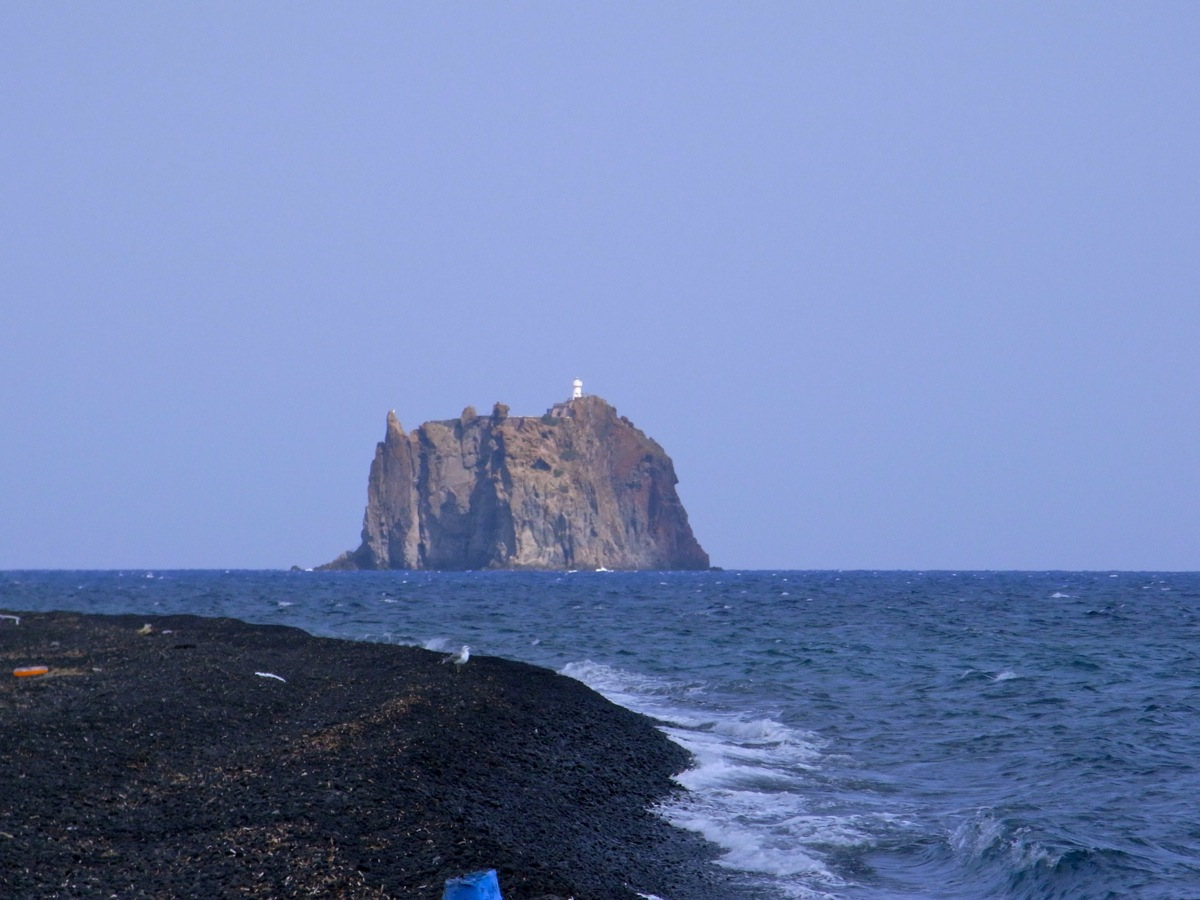
Strombolicchio visto de Stromboli

Strombolicchio é uma pequena ilha desabitada e de origem vulcânica situada a 2 km a nordeste da ilha de Stromboli nas Ilhas Eólias, na Itália. 
Geologicamente, Strombolicchio é uma agulha vulcânica de basalto muito duro e compactado resistente à erosão, sendo o resto do vulcão original que formou a ilha de Stromboli, cujas erupções cessaram há aproximadamente 200000 anos, quando a atividade vulcânica se deslocou 3 km para sudoeste. É a única parte aérea de uma plataforma submarina que se estende entre ela e a ilha principal. Está totalmente desprovida de água e terras de cultivo, pelo que é desabitada.
Um farol construído em 1926 e ativado em 1938, hoje alimentado por energia solar, situa-se no seu extremo, que é acessível por uma escadaria por uma escadaria de cimento de mais de 200 degraus. A ilha é uma atração turística de Stromboli.
O nome é um diminutivo de Stromboli. Uma lenda transmitida ao longo das gerações de habitantes de Stromboli diz que Strombolicchio não é mais que a tampa do vulcão lançada ao mar durante uma violenta erupção.